# 라울 쿠바스 그라우
라울 쿠바스 그라우(Raúl Cubas Grau)는 파라과이의 정치인이다. 본명은 라울 알베르토 쿠바스 그라우(Raúl Alberto Cubas Grau)이다.
콜로라도 당의 대통령후보로 1998년 와스모시 몬띠(Wasmosy Monti)에 이어 대통령이 되었다.
원래 콜로라도 당의 대통령 후보는 리노 오비에도(Lino Oviedo)였고, 쿠바스는 부통령 후보였으나, 오비에도가 1996년의 쿠데타에 관련된 혐으로 구속되자 오비에도를 대신해 대통령 선거에 출마해 당선되었다. 당선 후 여야반대세력들의 반대에도 불구하고 와스모시를 석방했다. 야당은 이에 대해 와스모스를 재수감할 것을 촉구했으나 쿠바스는 거절했다. 이를 계기로 야당은 쿠바스에 대해 권력남용 혐의로 탄핵안을 제출했지만 2표 차이로 부결되었다.
그러던 중 1999년 3월 28일 출근하던 아르가냐 부통령이 암살당하는 사건이 일어났다. 아르가냐 부통령은 와스모시의 석방에 반대하는 입장이었기 때문에 와스모시 측에 혐의가 몰리게 되었다. 그런데도 꾸바스는 오비에도에게 관대한 태도를 보였고, 이에 대해 시민 봉기가 일어나 7명이 사살되는 사건이 일어났다. 암살 이튿날 의회에서는 쿠바스의 탄핵이 압도적인 표차로 가결되었다. 형사소추에 직면한 쿠바스는 탄핵이 집행되기 전 취임한지 7개월만에 사임하고 브라질로 도피했다. 이에 의회는 곤살레스 마끼(González Macchi)권력을 이양했다.

## 역대 선거 결과
| 선거명      | 직책명            | 대수 | 정당       | 득표율 | 득표수    | 결과 | 당락 |
| ----------- | ----------------- | ---- | ---------- | ------ | --------- | ---- | ---- |
| 1998년 선거 | 파라과이의 대통령 | 49대 | 콜로라도당 | 55.35% | 887,196표 | 1위  |      |